# Sorbete Letelier
Sorbete Letelier es el nombre de una bebida gaseosa de jugo de guindas, fue producida en Chile por Embotelladora Continental Spa en la comuna de San Miguel, en Santiago y posteriormente por la Embotelladora Castel. Es una de las bebidas más antiguas del país aún en circulación, y una de las pocas que no fue fabricada por grandes embotelladoras como CCU o filiales locales de Coca-Cola.

## Historia
Sorbete Letelier nació en el año 1922 en la ciudad de Talca, Creada por Claudina Letelier Fuenzalida, teniendo como principal característica una guinda ácida seca al interior de su envase. En el año 1958, la bebida pasó a ser parte de la embotelladora Castel que logró distribuirla a nivel nacional. Su producción pasó por un receso en el año 1985, para volver nuevamente en 1997 de la mano de la misma empresa. Se distribuyeron en dos versiones, una clásica y otra light.
En el año 2011, Embotelladora Castel, en conjunto con otras pequeñas embotelladoras del país y la Fiscalía Nacional Económica, presentaron una demanda contra Embotelladora Andina y Coca-Cola Embonor por prácticas que atentaban contra la libre competencia, llegando a un acuerdo de conciliación en el Tribunal de Defensa de la Libre Competencia de Chile que otorgó una serie de garantías para no entorpecer, por parte de Coca-Cola, la distribución en el comercio de bebidas gaseosas de menor producción.
En abril de 2012 se anunció que dejaría de producirse y comercializarse, debido a que la Embotelladora Castel (empresa que produce el Sorbete Letelier) confirmó que la empresa atravesó por un período de reestructuración donde la embotelladora podría ser cerrada para cambiar de giro hacia el rubro inmobiliario. Actualmente la bebida aun es comercializada en Chile.

## Ingredientes
Según lo que indica el envase de Sorbete Letelier, los ingredientes del refresco son agua carbonatada, azúcar, jugo de guindas, ácido cítrico, sorbato de potasio, benzoato de sodio, y colorante caramelo. Además, cada botella del refresco incluía una guinda natural, la que finalmente, hoy por razones normativas, ya no es incorporada.